# 上海航天技术研究院
上海航天技术研究院（又称中国航天科技集团有限公司第八研究院、上海航天局，简称航天八院、八院）是中国航天科技集团有限公司的三大总体研究院之一，也是中国航天的骨干基地之一，总部位于中国上海市闵行区。

## 历史
1954年，中央人民政府国家计划委员会向中央各部门印发《编制十五年远景计划的参考材料》，1955年9月15日，中国科学院第39次院务常务会议决定同年10月开始进行十五年发展愿景计划的讨论和制定。
1956年1月，中共中央召开关于知识分子问题的会议，会上周恩来作了《关于知识分子问题的报告》，报告指出国务院已经委托国家计划委员会会同有关部门制定1956年到1967年科学发展远景计划。“在制定这个远景计划的时候，必须按照可能和需要，把世界科学的最先进的成就尽可能迅速地介绍到我国的科学部门、国防部门、生产部门和教育部门中来，把我国科学界最短缺而又是国家建设所最急需的门类尽可能迅速地补足起来，使12年后，我国这些门类的科学和技术水平可以接近苏联和其他世界大国。”同年3月国务院正式成立了科学规划委员会，至此，十二年科技规划的制定工作正式开始。经过半年左右的努力规划基本完成，成果主要体现在《1956－1967年科学技术发展规划纲要(草案)》以及《国家重要科学任务说明书和中心问题说明书》、《基础科学学科规划说明书》、《1956年紧急措施和1957年研究计划要点》、《任务和中心问题名称一览》等文件中，共计六百余万字。10月29日，陈毅、李富春、聂荣臻向中共中央报告了科学规划工作。12月22日，中共中央同意国务院科学规划委员会党组关于征求《1956—1967年科学技术发展远景规划纲要（修正草案）》的意见的报告。
1957年10月，苏联成功发射世界上第一颗人造卫星史普尼克1号，四个月后美国也成功发射了卫星。1958年8月，国务院科学规划委员会完成《十二年科学规划执行情况的检查报告》，报告写道“发射人造卫星，将使尖端科学技术加速前进，开辟新的科学技术研究工作领域，为导弹技术动用后备力量。同时，大型的卫星上天，是洲际导弹成功的公开标志，是国家科学技术水平的集中表现,是科学技术研究工作向高层空间发展不可或缺的工具。”
1958年，中国科学院将卫星研制任务定为全院当年的头号重点任务，代号581。中国科学院力学研究所确定“上天”、“入地”、“下海”为主攻方向，并成立上天设计院。同年11月，上天设计院迁往上海，改名上海机电设计院，由科学院与上海市双重领导。
1962年国防部五院与中国科学院商定，为解决国防部门需要，准备将上海机电设计院划归国防部五院。1963年1月1日，上海机电设计院正式划归国防部五院。1965年，上海机电设计院由上海迁至北京，正式改名为七机部第八设计院。

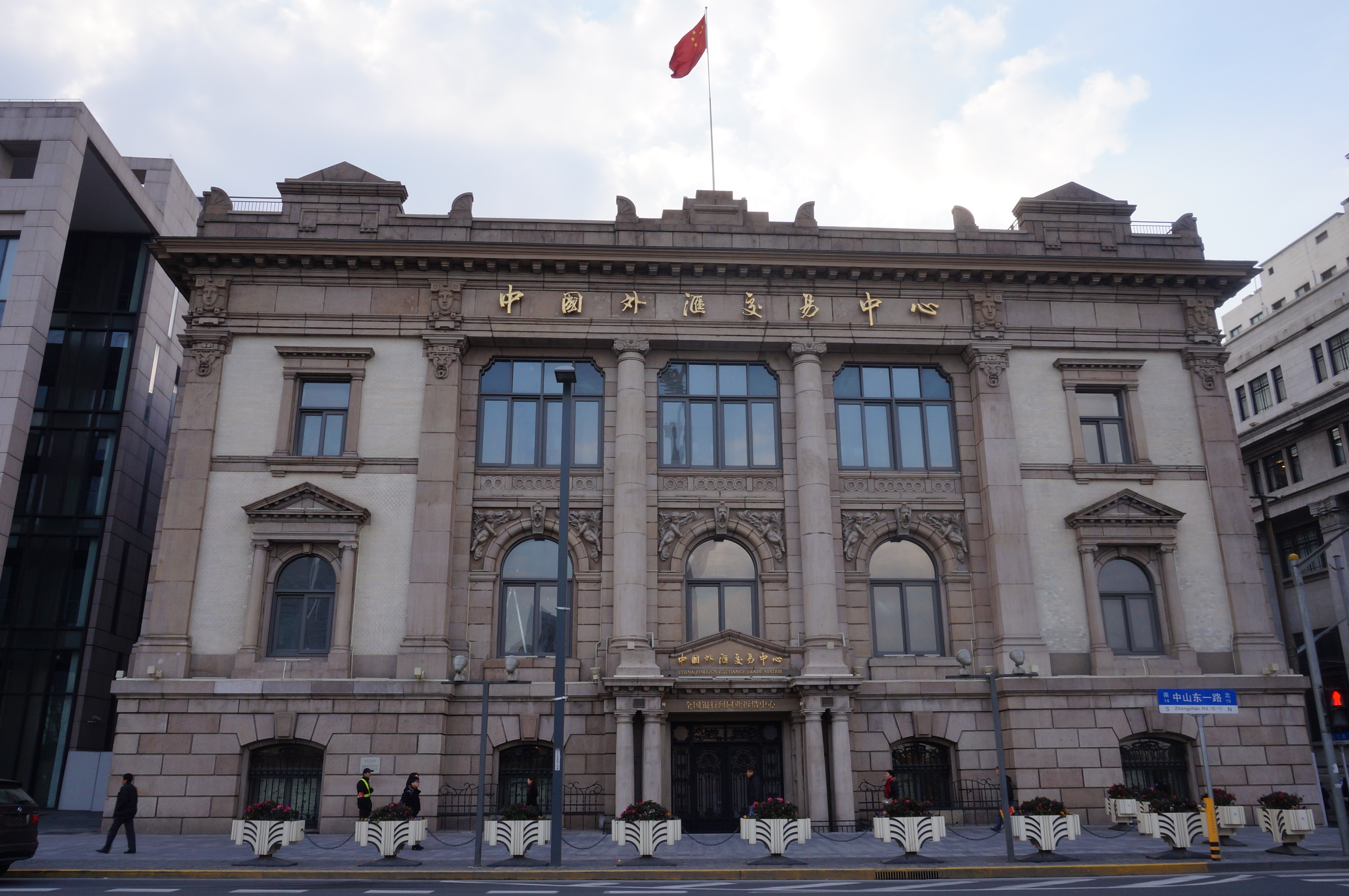
上海航天局旧址

於1961年8月1日创建，命名为“上海市第二机电工业局”。发展至今下分17个研究所、10个公司、10家工厂。主持中国应用卫星、导弹武器、长征系列运载火箭及火箭助推器的研制工作。

## 组织架构

### 总体单位
上海机电工程研究所
上海机电工程研究所又称第八设计部（简称八部），成立于1978年1月，是中华人民共和国战术导弹武器的总体设计单位之一，主要负责研究和发展地空、舰空、空空等多种空天防御武器系统。上海机电工程研究所加挂八院机载武器总体部的牌子。
上海宇航系统工程研究所
上海宇航系统工程研究所又称第八〇五研究所，成立于1984年，是中华人民共和国运载火箭的总体设计单位之一。上海宇航系统工程研究所加挂八院空间科学总体部的牌子。
上海卫星工程研究所
上海卫星工程研究所又称第五〇九研究所，是中华人民共和国航天器的总体设计单位之一。上海卫星工程研究所起源于1969年成立的上海汽轮机厂七○一车间，主要负责七○一工程技术试验卫星的总体设计。1978年，七○一车间从上海汽轮机厂划出，改名为上海华银机器厂。1980年，上海机电一局所属上海华银机器厂划归上海机电二局。1982年，上海华银机器厂划归航天工业部第五研究院，改称第五○九研究所。1993年，第五○九研究所重新回到上海航天技术研究院。

### 专业所
上海空间推进研究所
上海空间推进研究所又称第八〇一所，前身是七机部二院21所，主要的研究发展方向为空间推进系统和轨姿控动力系统等。2008年，上海空间推进研究所划归中国航天科技集团有限公司所属航天推进技术研究院（航天六院）。
上海无线电设备研究所
（八〇二所）
上海航天控制技术研究所
（八〇三所）
上海航天电子技术研究所
（八〇四所）
上海航天动力技术研究所
（八〇六所）
上海空间电源研究所
（八一一所）

### 总装单位
上海精密机械研究所
（八〇〇所）
上海航天设备制造总厂
（一四九厂）
上海卫星装备研究所
（八一二所）

### 全国重点实验室/国家重点实验室
宇航空间机构全国重点实验室
空间电源全国重点实验室（原空间电源技术国家重点实验室）

## 产品与服务

### 运载火箭
- 风暴一号运载火箭
- 长征四号系列运载火箭
- 长征二号丁运载火箭
- 长征五号运载火箭助推器
- 长征六号运载火箭
- 长征六号甲运载火箭
- 长征六号乙运载火箭
- 长征六号丙运载火箭
- 长征六号X运载火箭[17]
- 长征十二号运载火箭
- 长征十二号甲运载火箭
- 长征十二号乙运载火箭

### 航天器
- 通用卫星平台[18]
  - SAST9000（发射重量不小于9.5吨，设计寿命不小于x.y年）[19][20][21]
  - SAST7000（发射重量不小于7.5吨，设计寿命不小于x.y年）[19][20]
  - SAST5000（发射重量不小于5.5吨，设计寿命不小于x.y年）[22]
  - SAST3000（发射重量不小于3.5吨，设计寿命不小于x.y年）
  - SAST2000（发射重量不小于2.5吨，设计寿命不小于x.y年）
  - SAST1000（发射重量不小于1.5吨，设计寿命不小于x.y年）
  - SAST500、SAST300、SAST100、SAST50
- 风云系列卫星
- 遥感系列卫星
- 高分系列卫星
- 通信技术试验系列卫星
- 飞船推进舱[23]
- 飞船对接机构
- 梦天实验舱
- 嫦娥五号
- 嫦娥六号

### 导弹武器
- 红旗-61近程防空导弹
- 霹雳-11空空导弹
- 红旗-10近程防空导弹
- 红旗-11近程防空导弹
- 红旗-16中程防空导弹
- 红旗-26防空导弹
- 霹雳-17空空导弹
- 霹雳-21空空导弹
- 鹰击-21巡航导弹？

### 研究成果
| 年度 | 项目名称                                   | 获奖类别                   | 链接                   |
| ---- | ------------------------------------------ | -------------------------- | ---------------------- |
| 2001 | 风云一号C气象卫星                          | 国家科学技术进步奖（一等） | （专用项目）           |
| 2007 | 风云二号Ｃ静止轨道气象卫星及地面应用系统   | 国家科学技术进步奖（一等） | （专用项目）           |
| 2008 | 遥感卫星一号？                             | 国家科学技术进步奖（一等） | （专用项目）           |
| 2016 | 航天大型复杂结构件特种成套制造装备及工艺   | 国家科学技术进步奖（二等） | （页面存档备份，存于） |
| 2018 | ？（陈占胜）                               | 国家科学技术进步奖（二等） | （专用项目）           |
| 2018 | 航天超细直径小腔检漏管路制造技术及推广应用 | 国家科学技术进步奖（二等） | （页面存档备份，存于） |
| 2019 | 主动碎片清除微纳GNC系统技术                | 国家技术发明奖（二等）     | （页面存档备份，存于） |

## 历任院长
- 张煜（1978年-）
- 苏世堃（1984年-1993年）
- 张文忠（1993年-1998年）
- 金壮龙（1998年-2001年）
- 袁洁（2002年-2008年）
- 朱芝松（2008年-2014年）
- 代守仑（2014年-2019年）
- 张宏俊（2019年-2023年）
- 孙刚（2023年-）

## 丑闻
- 侯建文